# ویلیام نهم، دوک آکوتین
ویلیام نهم، دوک آکوتین (اکسیتان: Guilhèm de Peitieus; ۲۲ اکتبر ۱۰۷۱ – ۱۰ فوریهٔ ۱۱۲۷)، دوک آکوتین و گاسکونی پوایته در میان ۱۰۸۶ تا زمان مرگش بود. همچنین وی یکی از رهبران نیروهای شرکت‌کننده در جنگ صلیبی ۱۱۰۱ بود. با وجود اقدامات و دستاوردهای سیاسی و نظامی وی، او بیشتر به خاطر اولین تروبادور شناخته می‌شود.